# Котёл верхнего горения

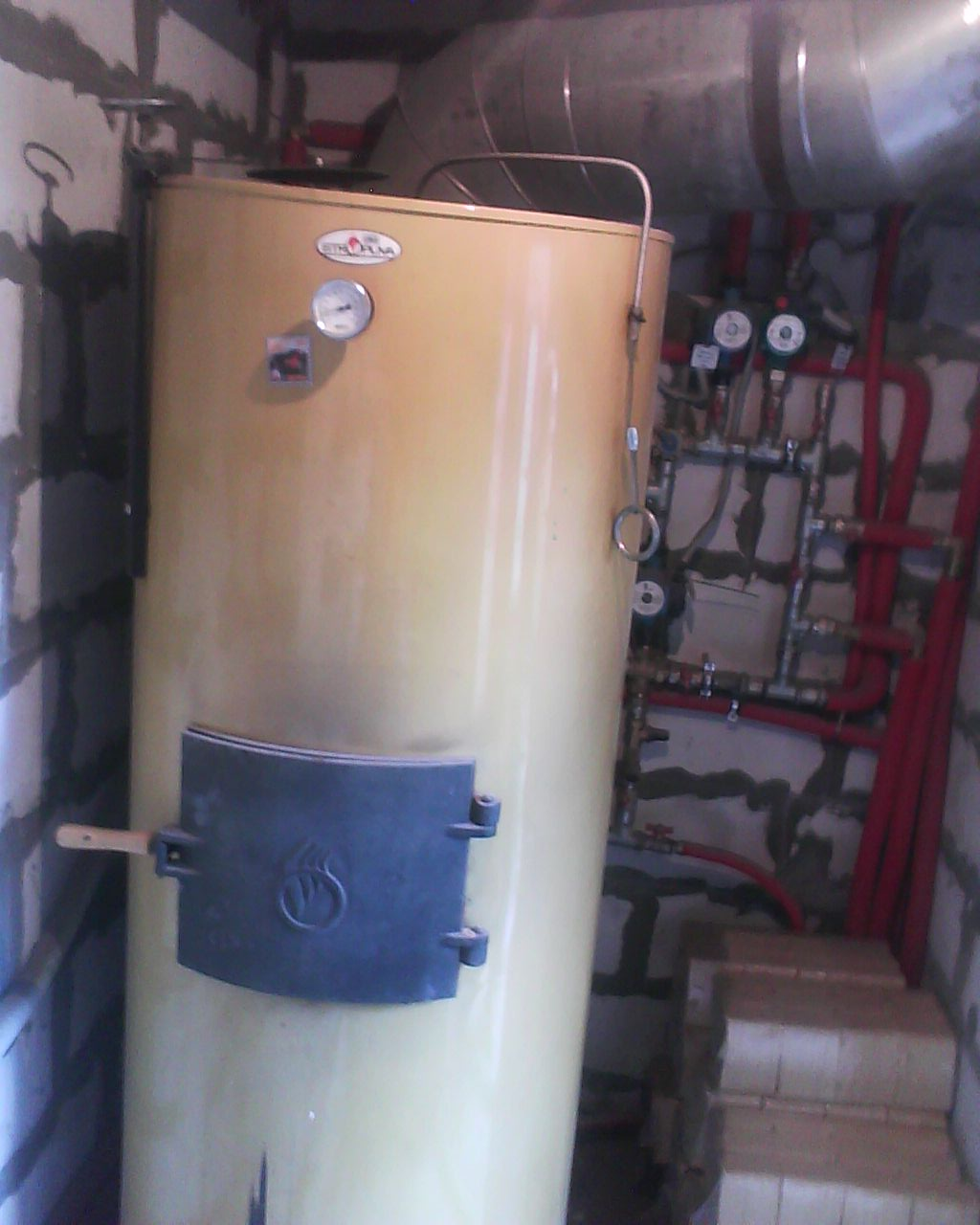
Видна приоткрытая крышка воздухозабора, загрузочная дверца, слева — штанга регулятора тяги, справа — кольцо воздухораспределителя (опущен до дна). На заднем плане видны газоход, насосы, полимерные трубы, упаковки с брикетами из опилок.

Котёл верхнего горения — разновидность твердотопливного слоевого котла, в котором подача воздуха и процесс горения ограничиваются верхней частью топливного слоя. Такая схема позволяет загружать в топку единовременно значительное количество топлива, соответственно, котлы характеризуют как котлы длительного горения и требуют более редкого обслуживания.

## Характеристики
В настоящее время выпускаются котлы мощностью от 8 до 40 кВт. Работают на дровах и энергонезависимы (тяга естественная); есть модели универсальные — потребляют дрова, каменный уголь, антрацит, торфяные брикеты, брикеты из опилок, стружку и другие древесные отходы, снабжены дутьевым вентилятором. Рекомендуемая влажность топлива до 20 %.
КПД котлов 85—93 %. Длительность горения одной загрузки, по данным производителя, в зависимости от режима составляет от 5—8 часов до 31 часа (на дровах) и до 5 суток (на угле). Котлы традиционных конструкций на одной загрузке горят всего от 2 до 8 часов.
Температура нагрева воды 70° C на дровах и 85° C на угле; рекомендована температура на входе от 60° C. Система отопления может быть как с естественной, так и с принудительной циркуляцией.

## Особенности и принцип действия

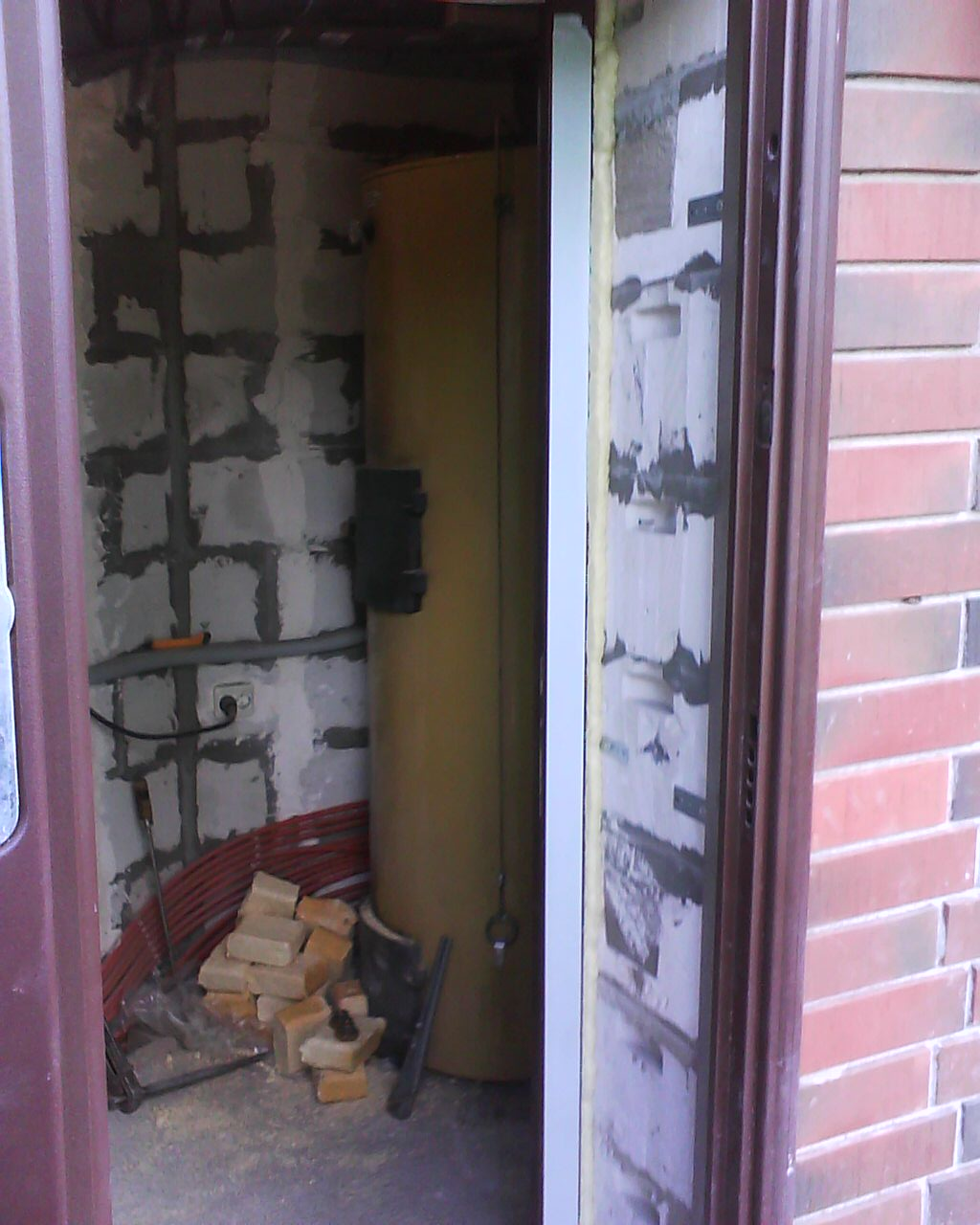
Передняя часть котла Stropuva s25 в котельной (распределитель поднят)

Основная особенность котла — принцип верхнего горения. В нижней части загрузки топлива воздух и газы не циркулируют и горение не происходит.
Подача воздуха осуществляется сверху по оси цилиндрической топки через специальный распределитель воздуха (для древесины, для углей). Распределитель свободно перемещается по вертикали, при загрузке топки его поднимают тросом, в процессе работы котла он опирается закреплённой выше него металлической балкой на топливо, медленно горящее у периферии топки. Верхний слой топлива, таким образом, расположен в зоне горения и генерации горючих газов. Над балкой расположен металлический диск (народное название стаскоблин); пламя обтекает его и попадает в камеру полного сгорания — цилиндрическую область между трубой распределителя воздуха и стенкой топки, где все горючие вещества в газах выгорают. Выше этой камеры находится также цилиндрическая камера подогрева воздуха, в центр дна которой вставлена свободно труба распределителя; дымовые газы проходят в зазор между её стенкой и внутренней стенкой котла и удаляются в патрубок дымохода сбоку. При сжигании угля в низу воздушной камеры открывают клапан для подвода дополнительного (вторичного) воздуха в камеру полного сжигания. На входе в воздушную камеру (на верхней плоскости котла) установлен битепловой регулятор тяги — запатентованная конструкция, работа которой основана на фиксации температуры по тепловому расширению корпуса котла. Регулятор настраивают на нужную температуру воды, и он её эффективно поддерживает. Воздух забирается из помещения напрямую или через короб с вентилятором (при его наличии).
Нагреваемая вода циркулирует снизу вверх по цилиндрической зоне вокруг всей топки, прорезанной дверцей (в средней части котла по высоте), дымоходом (сверху) и дверцей чистки (снизу). Нельзя превышать расчётный расход воды, поскольку это может вызвать выпадение внутри котла конденсата.
Чтобы топливо горело только в нужной зоне, надо следить за герметичностью дверцы чистки и закрывать дверцу сразу после загрузки топлива поверх углей. В котёл, вышедший на рабочий режим, невозможно подбрасывать топливо. 

## История
Упоминались еще в 1953 году, например, ВНИИСТО—М

### Прочие
1. ↑  Н. Н. Репин, Санитарно-технические устройства гражданских и промышленных зданий, 1953, стр 236 "..является котлом верхнего горения, так как пламя в них образуется на верхней поверхности топлива"
2. ↑  Горное дело: энциклопедический справочник - Volume 3 - Терпигорев - 1958 - Page 144 "К этой группе относятся котлы типа ВНИИСТО— М (малометражный верхнего горения),"

- 4.2.7.1. Котлы с верхним горением // Справочник потребителя биотоплива / под ред. Виллу Вареса. — Изд-во Таллиннского технического университета, 2005. — С. 89-90. — ISBN 9985-59-586-6.